# Thilo von Trotha (Politiker, 1882)

Thilo von Trotha

Thilo Ernst Adolf von Trotha (* 27. Juli 1882 in Kollenbey, Provinz Sachsen; † 14. Dezember 1969 in Heidelberg) war ein deutscher Rittergutsbesitzer. In den drei letzten Wahlperioden vertrat er den Wahlkreis 11 (Merseburg) im Reichstag (Weimarer Republik).

## Leben
Seine Eltern waren Alexandra von Bonin und der Hauptmann Ulrich von Trotha-Schkopau. Trotha ging zur Klosterschule Roßleben und begann dann an der Ruprecht-Karls-Universität Heidelberg Rechtswissenschaft, Volkswirtschaft und Geschichte zu studieren. 1903 wurde er im Corps Saxo-Borussia Heidelberg recipiert. Als Inaktiver wechselte er an die Friedrichs-Universität-Halle. Danach wurde er 1905 Referendar am Amtsgericht Werder/Havel und am Landgericht Potsdam. Im Jahr 1906 wurde er Regierungsreferendar bei der Regierung in Potsdam, dem Magistrat Brandenburg und dem Landratsamt Merseburg.
Von 1906 bis 1907 diente Thilo von Trotha als Einjährig-Freiwilliger beim 3. Garde-Ulanen-Regiment, wurde anschließend zur Reserve entlassen und 1909 zum Leutnant der Reserve befördert. Nach dem Staatsexamen 1912 absolvierte er von 1912 bis 1913 eine landwirtschaftliche Lehre auf der Domäne Hoym in der Provinz Sachsen. Danach wurde er Volontär im Bankhaus Krause in Berlin. Trotha heiratete 1914 Ida Prinzessin zu Ysenburg und Büdingen (1885–1964), mit der er sechs Kinder hatte.
Während des Ersten Weltkriegs nahm Trotha von 1914 bis 1915 an Kämpfen im Westen und Osten mit dem Garde-Reserve-Ulanen-Regiment teil. Er diente 1915–1917 als Adjutant des Chefs der Zivilverwaltung Polen. Danach war er 1917 Kreischef von Gzajewo und 1918 Chef des Kreisamtes Warschau-Land. Trotha wurde 1921 als Regierungsassessor aus dem Staatsdienst verabschiedet. 1922 hatte das Rittergut Kollenbey eine Größe von 188 ha, Schkopau 505 ha. Danach übernahm er, nach der Einarbeitung, 1929 diese elterlichen Besitzungen um Schkopau. Er war Mitglied des Stahlhelm, Bund der Frontsoldaten. Ab 1932 vertrat er die Deutschnationale Volkspartei im Deutschen Reichstag. In der Zeit des Nationalsozialismus wurde er 1933 aller Ämter und Ehrenämter enthoben. 1939 wurde er gezwungen, den Großteil guter landwirtschaftlicher Flächen an die Leunawerke zu verkaufen. Nach dem Krieg wurde er im Oktober 1945 von seinem Besitztum in Schkopau und Wallisfurth (Schlesien) enteignet und ausgewiesen.
Im Johanniterorden war er bereits seit 1915 als Ehrenritter, 1924 dann Rechtsritter, Mitgliedschaft in der Sächsischen Provinzial-Genossenschaft. 1958 erhielt er den Ehrentitel Ehrenkommendator.

## Familie
Der Historiker und Journalist Hans von Trotha (* 1969) ist Thilo von Trothas Enkel.